# Podkast
Pódkast ali póddája je digitalna vsebina, ki jo je mogoče s spleta v obliki avdio ali video datotek prenašati na računalnik ali prenosno napravo. Podobno kot pri blogih se vsebina nalaga periodično, edina razlika je, da je ta posneta in ne zapisana. Na podkast se uporabnik naroči s pomočjo RSS-protokola. Za prenašanje podkastov uporabnik potrebuje ustrezno programsko opremo (angl.: podcatcher). Takoj, ko vsebina s podkasta postane dostopna, se samodejno shrani na uporabnikovem računalniku ali prenosni napravi.
Podkasti so sprva vključevali le avdio vsebine, nekoliko kasneje v razvoju se je v obliki podkastov pričel pojavljati tudi video. Poslušanje in gledanje podkastov se razlikuje od živih prenosov (t. i. pretakanja ali streaminga), saj si je prenešeno vsebino mogoče ogledati tudi v kasnejšem času. V nasprotju s pretočnimi videi lahko podkaste spremljamo brez internetne povezave na prenosnih medijskih napravah. 
Zamisel zanje se je prvič pojavila na prelomu tisočletja, ne toliko kot nova tehnologija, temveč kot inovativna kombinacija že obstoječih tehnologij.
Danes lahko vsak uporabnik osebnega računalnika ustvarja lastne avdio ali video vsebine in jih v obliki podkastov svobodno distribuira prek spleta. Uporaba podkastov odpravlja globalne komunikacijske omejitve in ključne dejavnike, ki omejujejo rast spletnega radia: njegovo prenosnost, intimnost in dostopnost. »Tehnologija dobi novo vlogo, občinstvo, odtujeno od tradicionalnih medijev, odkrije svoj glas in postane producent.«

## Izvor
Izraz podkast se je prvič pojavil leta 2004. Podkast predstavlja neologizem, nastal iz angleških besed broadcasting, ki pomeni oddajanje, in iPod, ki jo je ameriško podjetje Apple uporabilo za poimenovanje svojega prenosnega MP3 predvajalnika.
Poimenovanje za novo obliko prenašanja medijskih vsebin s spleta se je prvič pojavilo februarja 2004, ko je Ben Hammersley v članku o avdio blogih in spletnih radiih, objavljenem v britanskem časniku The Guardian, razmišljal o novi besedi, s katero je želel poimenovati naraščanje števila digitalnih vsebin v formatu MP3, ki so si jih lahko uporabniki s spleta prenesli na svoje prenosne MP3 predvajalnike. Hammersleyjev neologizem se je v razmeroma kratkem času prijel in postal ime nove vrste medijske platforme. Decembra 2005 so uredniki Oxfordovega angleškega slovarja »podcast« razglasili za besedo leta. Izraz so opisali kot »digitalni posnetek radijske ali podobne oddaje, ki ga je s spleta mogoče prenesti na osebni avdio predvajalnik«.
Posledica poimenovanja je bilo napačno razmišljanje, da za spremljanje podkastov uporabnik potrebuje prenosno napravo oziroma Applov iPod. Nasprotno, izraz podkast se je že od samega začetka uporabljal za poimenovanje avdio ali video vsebine, samodejno prenesene z interneta s pomočjo različnih programskih aplikacij in ni bil nikakor vezan na prenosne naprave, še manj pa na proizvode enega samega podjetja. Osem let po prvi uporabi besede podkast se je prvotna povezava s podjetjem Apple tako rekoč izgubila.

## Zgodovina
Zamisel za prenašanje avdio in video vsebin s spleta se je pojavila že nekaj let pred samim poimenovanjem. Nekdanji obraz televizije MTV in ustvarjalec interaktivnih medijev Adam Curry je proti koncu devetdesetih let dvajsetega stoletja pričel iskati način za prenašanje avdio in video vsebin s spleta, tudi takrat, ko uporabnik ne bi bil v bližini osebnega računalnika ali prenosne naprave. Ideja je bila, da bi se datoteke z interneta prenesle po nekem avtomatiziranem vzorcu. Svojo vizijo je Curry leta 2000 predstavil priznanemu programerju in iznajditelju protokola RSS (Really Simple Syndication) Davu Winerju, prvi vidnejši rezultat njunega kasnejšega sodelovanja so bili t. i. avdioblogi, ki so se pojavili v drugi polovici leta 2001 in so temeljili na uporabi RSS.
Nekaj let kasneje je Curry izkušnjo opisal z besedami »všeč mi je bilo, da so ljudje pričeli blogati avdio vsebine, manj pa to, da so jih morali iskati. Kar sem želel, je bila magična izkušnja«. Prvotno nezanimanje programerjev je Curryja spodbudilo, da sam ustvari program, ki bo omogočal samodejno prenašanje avdio vsebin z interneta na njegov iPod. Tako je nastala aplikacija iPodder, s katero je Curry želel pritegniti pozornost sprva nezainteresirane računalniške skupnosti in spodbuditi razmah tistega, kar je kasneje postalo znano kot »podcasting«. Spletna oddaja »Daily Source Code«, ki jo je Curry lansiral avgusta leta 2004, je ustvarjalcem omogočala, da so njegovo programsko opremo preizkusili izven nadzorovanega okolja. Čeprav jo je večina poslušalcev uvrščala pod avdiobloganje, je oddaja dejansko pomenila začetek dobe podkastov.
Zanimanje za Curryjevo oddajo in aplikacijo je med programerji v kratkem strmo naraslo. Zainteresirani so lahko dodali lasten prispevek k razvoju iPodderja, veliko se jih je odločilo oblikovati svoje različice Curryjevega programa. V naslednjih letih se je popularnost podkastov močno razširila. Podkast ni predstavljal zgolj nove oblike širjenja avdio in kasneje tudi video vsebin – postal je način izražanja, interakcije in grajenja skupnosti.
V zadnjih letih se je pozornost uporabnikov v veliki meri preusmerila na socialna omrežja, z razmahom Facebooka in Twitterja so se podkasti nekako umaknili iz zavesti širše javnosti. Čeprav je njihova uporaba še vedno naraščala, se napovedi, da bo podkast korenito posegel v način poslušanja radia in gledanja televizije, niso uresničile. Del krivde za to nosi percepcija, da podkast predstavlja zgolj prenesene avdio in video datoteke, pri čemer se pozablja na ključni družbeni učinek podkastov – demokratizacijo ustvarjanja novih zanimivih vsebin.

## Iskanje in uporaba podkastov
Namesto iskanja spletnih strani in odpiranja posameznih povezav se lahko uporabniki odločijo, da podkast najde njih. Da bi se naročili nanj, morajo najprej naložili ustrezno programsko opremo, s katero lahko sprejemajo RSS-signal. Izbira je velika, in čeprav razlike med posameznimi odjemalci obstajajo, vsak od njih v bistvu služi enakemu namenu: iskanju in prenašanju podkastov. Kmalu po razvoju iPodderja, prvega odjemalca, se je število podobnih programov znatno povečalo, osnovna ideja, temelječa na iPodderju, pa je ostala tako rekoč enaka. S prihodom obnovljene Applove aplikacije iTunes 4.9 se je način prenašanja podkastov na iPade poenostavil.
S programsko opremo lahko uporabniki urejajo svoje naročnine, nastavljajo intervale preverjanja prenesenih vsebin itd. Naročanje na podkaste oziroma na RSS-signal je brezplačno in enostavno. Nanj se uporabnik naroči tako, da v odjemalca vstavi spletni naslov RSS-signala.
Kljub značilni prenosnosti so zgodnje raziskave pokazale, da večina uporabnikov podkaste še vedno spremlja na osebnih računalnikih in ne prek prenosnih predvajalnikov. Eden od razlogov za to naj bi bila želja uporabnikov, da podkaste vključijo v že obstoječe delovne okvire.

## Ustvarjanje podkastov
Razvoj podkastov je privedel do demokratizacije ustvarjanja avdio in video vsebin. Vsakdo z dostopom in znanjem uporabe osebnega računalnika lahko ustvarja avtorske vsebine, ki jih nato v obliki podkastov distribuira s pomočjo spleta. Michael Woodland Geoghegan in Dan Klass v svoji knjigi Podcast Solutions: The Complete Guide to Podcasting pojasnita proces ustvarjanja podkastov, ki se začne z razvojem vsebinske zasnove, priprave posamezne oddaje, snemalnega okolja, šele zatem pride na vrsto snemanje. Ko so avdio oziroma video vsebine enkrat shranjene, sledijo postprodukcija, ki v bistvu pomeni urejanje/montiranje posnetih vsebin, kodiranje posnetkov v format MP3 in izvažanje podkastov na splet. Uporabnik ob tem prejme svoj lasten RSS-signal, ki se lahko osvežuje avtomatično ali ročno.

### Ustvarjalci
Natančnejših raziskav o tem, kakšen profil ljudi v povprečju najpogosteje ustvarja avtorske podkaste, ni. Najpopularnejši podkasti pripadajo slavnim osebnostim iz sveta filma, televizije in radia, svojevrsten rekorder na tem področju je ameriški radijski voditelj Adam Carolla, čigar podkast je med marcem 2009 in marcem 2011 preneslo več kot 59 milijonov uporabnikov. Vse več manjših ustvarjalcev vsebin in amaterskih entuziastov si je s produkcijo kakovostnih vsebin v zadnjih letih uspelo ustvariti lastno občinstvo. Podkasti ponujajo dobro alternativo radijskim programom, čeprav je razbiranje kvalitete v njihovem primeru največkrat nekoliko težje.
Poleg slavnih osebnosti in amaterskih navdušencev se je uporaba podkastov razmahnila zlasti med komentatorji, študenti, učitelji, analitiki, politiki, športniki, popotniki in kleriki.
Med slovenskimi množičnimi občili, ki na svojih straneh objavljajo podkaste, izstopajo Radiotelevizija Slovenija, Pop TV in Računalniške novice. V slovenskem medijskem prostoru, posebno v okviru nacionalnega radia, podkasti predstavljajo razmeroma slabo izkoriščen način podajanja informacij. Amaterski uporabniki oziroma skupine podkaste največkrat objavljajo na Applovi platformi iTunes.

## Vrste podkastov
V strokovni literaturi se pojavlja več različnih kategorizacij podkastov, ki so največkrat odvisne od namena uporabe podkasta oziroma od ciljne skupine. Ena prvih odločitev, ki jo mora ustvarjalec podkasta sprejeti, je povezana s formatom. Tako so se izoblikovale tri osnovne vrste podkastov glede na število ljudi pred mikrofonom: monolog, intervju in okrogla miza (ali primer, ko ima podkast več voditeljev). Četrti, najbolj zahteven, a hkrati najzanimivejši format, temelji na kombinaciji avdia in videa..

### Videopodkast
Vse več podkastov poleg avdia vključuje tudi vizualne informacije v obliki nepremičnih slik, animacij ali videa, zato se jih uvršča pod posebno kategorijo videopodkastov oziroma »vodcastov«. Njihov začetek sega v leto 2004, ko je Steve Garfield, znani videobloger iz Bostona, znotraj RSS-signala prvič vključil video. Leto kasneje je Apple predstavil nov iPod, ki je omogočal tudi gledanje videov in tako odprl pot popularizaciji vodcastov. Tako kot v primeru prvotnih zvočnih podkastov je njihovo objavljanje ostalo preprosto. Največja razlika med vodcastom in televizijo je bila v prenosljivosti in velikosti zaslona, prek katerega ju je bilo mogoče spremljati. Videopodkaste so v naslednjih letih osvojili mnogi uporabniki. Nemška kanclerka Angela Merkel je leta 2006 pričela objavljati lasten videopodkast, da bi lahko državljane redno obveščala o delu in nalogah svoje vlade. V nasprotju z ZDA, kjer tedenski radijski nastopi predsednikov predstavljajo dolgoletno tradicijo, je nemška kanclerka osvojila sodobnejšo različico komuniciranja z volivci in z njo postala prvi vodja države z lastnim vodcastom..

### Okrepljeni podkast
Predstavitev, objavljena v obliki podkasta, poleg zvoka vključuje povezave do slik, ki so vezane na neko časovnico. Okrepljeni podkasti se največkrat pojavljajo v formatu AAC. Za izdelavo se uporabljajo programi, kot sta GarageBand in Podcaster..

### Podkast-roman
V nasprotju z avdio romani je ta oblika podkasta razdeljena na več delov in lahko poleg branega besedila vključuje tudi zvoke v ozadju in glasbo, medtem ko lahko pri branju sodeluje tudi več oseb. Razvoj podkast romanov (poddajnih romanov) se je pričel leta 2006, ko se je skupina ameriških avtorjev odločila svoja znanstvenofantastična dela objaviti na spletu. S pomočjo 30 do 45 minut dolgih podkastov je v razmeroma kratkem času uspela privabiti več deset tisoč uporabnikov in s tem spodbuditi zanimanje založnikov. V naslednji letih se je število podkast romanov povečalo. Uspeh posameznega romana je določen glede na število bralcev in donacij, ki jih ti prispevajo, saj so dela dostopna brezplačno.

## Možnosti uporabe v izobraževalne namene
Popularizacija podkastov znotraj izobraževalnih ustanov se je pričela leta 2004 v ZDA, ko so na univerzi Duke, Severna Karolina, med novo vpisane študente razdelili več kot šestnajst tisoč iPodov, s katerimi so lahko študenti s spleta prenašali posnetke posameznih predavanj in hkrati sami objavljali naloge ali intervjuje, ki so jih opravljali v sklopu svojih obveznosti. Zgledu univerze Duke so sledile mnoge druge univerze v ZDA in Združenem kraljestvu, ki so podkaste uporabile kot način izmenjave vsebin med univerzo in študenti. Podjetje Apple je maja 2007 predstavilo iTunesU, poseben sklop popularne spletne glasbene platforme, ki univerzam v ZDA, Evropi, Avstraliji in Aziji omogoča interakcijo s študenti, zaposlenimi in zainteresirano javnostjo. Do podkastov, ki jih sodelujoče univerze objavljajo na iTunes U, lahko uporabniki dostopajo brezplačno.
Pri kategoriziranju specializiranih podkastov, kakršni so inštrukcijski, se merila definiranja nekoliko razlikujejo od običajnih. Snemanje in objavljanje študijskih predavanj na spletu je prva in najznačilnejša oblika inštrukcijskih podkastov, ki jih v svoji analizi našteva Michael Roberts. Druga možnost je objavljanje pogovora, razprave med dvema osebama. Podkasti, ki jih pripravljajo študenti in se štejejo kot del končne ocene, predstavljajo tretjo možnost. Roberts izpostavi še eno možno obliko, in sicer podkaste kot graditelje skupnosti. S pomočjo nasvetov glede obravnavanih vsebin ali obveznosti, objavljenih na internetu, se študentje lažje in globlje vključijo v delovni proces.
Pri nobeni od univerz, kjer so podkasti postali del študijskega procesa, ni šlo brez dvomov in ugibanj o tem, kakšna, če sploh, je njihova izobraževalna vrednost. Podkasti, osnovani na trdni študijski teoriji in oblikovani z namenom izboljšanja rezultatov delovnega procesa, lahko spremenijo študijsko doživetje, promovirajo dejavnejše vključevanje v študijsko snov in omogočijo doseganje ključnih znanj.